# NGC 5481
NGC 5481 је елиптична галаксија у сазвежђу Волар која се налази на NGC листи објеката дубоког неба.
Деклинација објекта је + 50° 43' 25" а ректасцензија 14h 6m 41,1s. Привидна величина (магнитуда) објекта NGC 5481 износи 12,5 а фотографска магнитуда 13,5. Налази се на удаљености од 29,033 милиона парсека од Сунца. NGC 5481 је још познат и под ознакама UGC 9029, MCG 9-23-36, CGCG 272-28, KCPG 416B, PGC 50331.